# Соляні дороги
«Соляні дороги» (англ. The Salt Roads) — роман канадійсько-ямайської письменниці Нало Гопкінсон, опублікований 2003 року. Щодо жанрової приналежності одностайна думка відсутня, найчастіше розглядається як історичний роман, спекулятивна белетристика, наукова фантастика або магічний реалізм.

## Визнання критиків
Джуелл Паркер Роудс назвала роман «казковим, чудовим, винахідливим романом ... прекрасним святом африканської спадщини». Незважаючи на те, що сказано прозвучали наступні слова: «[роман] можливо, залишив своє науково-фантастичне/фентезійне коріння позаду», його тепло сприйняли як твір, який по суті був «гопкінсонівським» у багатьох аспектах, і не останнє місце серед яких займало «відновлення незалежного Чорного всесвіту». Гопкінсона відзначали за те, що вона охопила у своїх оповіданнях незвичайні народні мови, а також змішала в них багато міфологій та культурних коренів; «Соляні дороги» не стали винятком. Великі очікування оточували вихід «Солоних доріг» після того, як книга була визнана Warner Books як значний кросовер, який виходить за рамки науково-фантастичного жанру, і Гопкінсон вирушила в тур десятьма містами (найбільший у своїй кар'єрі на той час) для просування роману.

## Представлення сюжету
Попри обмеження часу та простору, богиня Ласірен переживає та допомагає у боротьбі за свободу Джинен, поневоленого африканського народу. Роман викладається від імені Лазірен та трьох головних жінок, життя яких переплітається з її свідомістю: Мер, рабині з XVIII століття та шанованого цілителя на плантації в Сан-Домінго, Жанни Дюваль, гаїтянської актриси/танцюристки XIX століття та коханкаи французького поета Бодлера, і Таїс, повії з четвертою сторіччю, яка стала святою. Кожна з жінок йде своєю життєвою дорогою, а богиня переплітається з ними та впливає на їх сексуальний, особистий та релігійний досвід.

## Назва
Коли Мер, Тіпінгі та Джорджен йдуть до річки, щоб поховати мертвонароджену дитину Джорджен, їх крики викликають «(повторне) народження» Лазірен (також згадується як Езілі). За словами богині, вона «народжується з пісні та молитви». Згодом Ласірен поговорить з Мері на березі тієї ж річки й попросить Мер з'ясувати, чому соляні дороги перекриті. Як розповідала Мер:

— «Морські дороги, вони висихають».

— «Море висихає?»

— «Не це море, дурна дитино!» Її хвіст ляснув, підняв фонтан, вибухнув і обмочив мене. «Море у свідомості мого Гінен. Морські дороги, солоні дороги. І солодкі теж; річки. Більше не можу слідувати за ними до їхніх джерел. Ти маєш це виправити, Мер» (с. 65).
Тема солоних доріг знову з’являється у всьому романі; дороги є духовним зв'язком між Гінен та їх африканськими божествами (як Лазірен). Окрім цього, висихання солоних доріг означає втрату зв’язку між поневоленими африканцями та їх корінням. Мер протягом усього роману намагається зрозуміти, як вона може відновити ці соляні дороги, і зрозуміло, що звільнення Гінен сильно залежить від збереження їх коренів шляхом обслуговування соляних доріг. Якщо «Соляні дороги» — це історія звільнення, в тій чи іншій інтерпретації, Гінен, є ключем до цієї боротьби.

## Сюжет
«Солоні дороги» розповідають історію бога родючості Гінен, Ласірен. Вона рухається як ефірним простором Лоа, так і фізичним простором людей. Ласірен часто використовує останній шлях, володіючи тілами інших персонажів, особливо жінок .Населяючи їх протягом різного періоду часу, вона допомагає трьом основним людським героям знайти своє місце (місця) у світі, при цьому вона впливає на їх життя та результати людських рішень прямими та непрямими засобами. Роман переплітає історії трьох жінок, які поєднані спільною ниткою свідомості Лазірен та її зусиль допомогти Гінен у боротьбі за свободу.
Роман розпочинається зі вступу про Мер, раба і цілителя на цукровій плантації в Сан-Домінго. У першому розділі Мер та її помічник/коханець Тіпінгі народжують мертвонароджену дитину рабині на ім’я Джорджін. Троє жінок згодом ховають тіло на березі сусідньої річки, а їхні пісні та молитви народжують Лазірен. Згодом Лазірен з’являється до Мері, щоб повідомити їй, що соляні дороги висихають, і доручає Мері розчистити ці шляхи. Це завдання лежить в основі більшості оповідань Мер — її зусилля зрозуміти та взятися за роботу з очищення шляху Лазірен до свідомості Гінен, керуючи прогресом і розвитком сюжету роману протягом її життя. Коли гаїтянські раби навколо неї, під закликами демагога Макандала до насильницької революції, починають збиратися проти «бекрів» (білих рабовласників), в той же час Мер бореться за мирний шлях до свободи. Її служіння Ласірен ставить Мер у протиріччя з методами здобуття свободи Макандалом, остаточне заволодіння Лазірен Мер у ключовому пункті історії призводить до провалу революції Макандала, вбивства ватажка повсталих та втрати мови Мер. Хоча згодом їй надається можливість уникнути поневолення, Мер вирішує залишитися з рабами на плантації. Зрозуміло, що Мер уособлює одне з втілень Лазірен — її обов’язком буде зцілювати Гінен та боротися за їх свободу, зберігаючи їх спадщину і таким чином зберігаючи соляні дороги для Лазірен.
Другий головний людський персонаж у «Соляних дорогах» — Жанна Дюваль, також відома як Лемер і Проспер. Вона — гаїтянська актриса і співачка в Парижі, яка стає коханкою автора й поета Шарля Бодлера. Історія Жанни — це боротьба за економічну свободу. Вона шукає задоволення та затишку не лише для себе, а й для хворої матері. Стосунки Жанни з Шарлем бурхливі, а вплив Лазірен змінюється протягом життя Жанни. Оскільки багатство приходить і йде від Жанни, роман досліджує важливість кохання, задоволення та грошей, а також їх стосунки один з одним. Зрештою, незважаючи на довге життя фізичного, емоційного та економічного дискомфорту, Жанна наприкінці свого життя виявляється коханою та задоволеною завдяки впливу Лазірена. Якщо життя Мер — це боротьба за свободу від фізичного поневолення, то життя Жанну можна трактувати як боротьбу за свободу від економічного та інтелектуального поневолення.
Таїс, також відома як Мерітет, Мері та Гарненька Перлина, є третім головним героєм серед людей. Вона нубійська рабиня і повія, яка проживає в Александрії, Єгипет. Подорож Таїс розпочинається, коли вона та її побратим і повія Джуда вирішують втекти, щоб побачити Елію Капітоліну (нинішній Єрусалим). Рішення Таїс поїхати до Елії Капітоліни певним чином прийняте під психічним впливом Ласірен. Досягнувши місця призначення, Таїс та Джуда мають небагато ресурсів, окрім тих, що може запропонувати їхнє тіло. Коли вона прибуває до знаменитої християнської церкви, яка стала мотивацією для її подорожі, у Таїс відбувається викидень на її подвір'ї. Отримана травма змушує її місяцями мандрувати пустелею з Джудою, маючи невелику кількістю води чи їжі. Цей досвід дозволяє Таїс усвідомити себе та своє оточенням, а також отримує можливість взаємодіяти зі свідомістю Лазірен. Її спілкування з Лазірен спонукає до можливої святості через взаємодію з мандрівним священиком на ім'я Зосим, а Таїс та Джуда продовжують блукати по пустелі до кінця свого життя. Відкриту історію Таїс можна вважати боротьбою за свободу від сексуального та емоційного рабства.
Незважаючи на те, що життя трьох головних героїв-людей є різними та незалежними, вони поєднані разом зі свідомістю та впливом Лазірен. Часто молитви до Лазірен (або до однієї з її інших форм) є каталізатором для заволодінням героєм та впливу Лоа у фізичному світі. Окрім цього, життя кожного героя — це грань боротьби Гінен за свободу, а результати їх сюжетних ліній є формою чи мірилом успіху в цій боротьбі.

## Хронологічні лінії
Роман викладається в декількох хронологічних лініях, перемикаючись від одного героя до іншого, а також від одного місця до іншого. Історія Мер розгортається на Сан-Домінго, наприкінці XVII століття. Це період, коли відбувалася французька колонізація, а рабів використовували на плантаціях для збору врожаю, яким торгували.
Історія Жанни розгортається у Парижі та Нейї, Франція, у 1840-их роках.
Історія Таїс розгортається в Александрії, Єгипті та Елії Капітолінській, або Єрусалимі, у 345 році від р. х.

## Структура
Роман розбитий на псевдоглави з заголовками, наведеними нижче:

ПУЛЬСАЦІЯ ...,

ПЕРЕРВА

БІЙ!

ОДИН-

...

ПАДІННЯ

БЛЮЗ

СЕСТРА

ДУША

КИДАННЯ

СЛОВО

СЛАЙД

СЛІП

БРЯЗКАННЯ

ЛАНЦЮГ

ПЕРЕРВА

БРЯЗКАННЯ

ПІДТРИМАННЯ

СКОРО

КРОВ

СПІВ

РОЗРИВАТИ

ПРИЛІТ

ВІДБАРЮВАТИ

БИТИ

ПЕРЕРВА

БРЯЗКАННЯ

НАПИТИ

БАЧИВ

ДЖИЗ

ДЖАЗ

СКЕЛЯ

ВНИЗ

ПОБАЧИТИ

УДАР

ОТВІР

РИФ
Структура та розташування цих назв віддзеркалення трьох віршів, які присутні в главі «Скеля». Таким чином, Гопкінсон здатна створити новий потік по лініях вірша або пісні, підкреслюючи свої поетичні почуття.

## Точка зору
Оповідб у романі ведеться від імені першої особи до третьої особи. Розповідаючи історії кожного з трьох головних героїв, Мер, Жанна та Таїс, оповідь ведеться від першої особи, оскільки кожен головний герой розповідає історію, як він її бачить. Він також обмежений, бо персонажі, здається, не знають кожної думки та деталей про інших героїв, але що, як правило, прийнято як вірно.
Також богиня Ласірен оповідається від імені першої особи. Коли вона говорить, текст у романі виділяється іншим шрифтом.
Існують також фрагменти, коли оповідь ведеться від імені третьої особи. Ці частини, в яких ведуть оповіді від імені іншого, як правило, другорядні герої, але вони не приймають першу особу.

## Головний герой

### Ласірен
Велика сила Африки, Іва, — це родючість Бога Гінен. Вона є силою всіх вод, й приносить подарунки моря. Її називають жалобою трьох жінок після того, як мертвонароджений Георген прийнятий належним чином. «Я народився від пісні та молитви. Невелике життя, ніколи не почалося, надає мені свою невикористану життєву силу. Я народилася від жалоби та горя й трьома жіночими сльозними голосами» (с. 40). Роман переносить нас у свою подорож, коли вона отримує головні герої Мер, Жанна та Таїс.
Мер описує богину як «молоду, гладку, вона була товстою та добре вгодованою. Кущ з її волосся спадають на округле, коричневе, красиве обличчям у джгутах і дредах, перев'язані кущами водоростей» (с. 64).

### Мер
Також називають «Матант Мер» (тітка Мер) і «Маман» (мама). Виконує роль медсестри для свого поневоленого народу Гінен на Сан-Домінго. Будучи однією з найстарших уцілілих рабів на плантації, хворі та нужденні звертаються до неї за порадою та лікуванням травами. Вона знає своє місце і відчуває, що якби вона «відмовилася допомогти [своїм] людям, то [її] дух не полетів би додому» (с. 63). Її першою оволодіває Лазірен, і на неї покладено обов'язок з'ясувати, чому соляні дороги бога перекриті. У неї статеві стосунки з Тіпінгі, матір'ю рабині господині Марі-Клер. Вона працьовита, прислухається до духів і чекає дня, коли зможе приєднатися до них і більше не бути рабинею.
«Я виконую свою роботу. Я роблю те, що мені наказано. Кожен день, який я живу, — це ще один день, коли я можу допомогти своїм людям» (с. 67).
«Мер завжди мала дивний спосіб говорити про смерть ... про те, як добре було залишити життя і втекти з цього місця, де безбарвні мерці щодня мучили її» (с. 14).

### Жанна
Також згадується як Лемер і Проспер. Вона ефіопська артистка з Парижу. Вона постійно бореться зі своєю самооцінкою через колір шкіри, і часто одягається вишукано, щоб компенсувати свою смаглявість. У неї статеві стосунки з іншою танцівницею Лізетт та з багатим білим письменником Шарлем. Нею оволодіває Лазірен після того, як Жанна заспівала старі пісні своєї бабусі. Для того, хто заробляє на життя своєю красою та бажаністю, лише після інсульту, втрати рухомості на правій стороні та втрати гламуру вона знаходить справжнє кохання та гідність для себе. Лазірен покидає її тіло після того, як Жанна помирає щасливою та коханою жінкою.
«Я повинна бути красивою. Я завжди розважала» (с. 172).
«Ти гарно танцюєш, моя Жанна. Танцюючи в рові, який я для тебе створила, танцюючи нову історію у твоєму житті» (с. 354) (Слова Лазірен до Жанни).
«Я жінка, і мене кохають» (с. 355).

### Таїс
Її також називають Гарненька перлина та Меритет, вона — молода дівчина, продана в проституцію, яка прокладає шлях до свободи в єгипетську Александрію в 345 р. від р.х. Для своїх клієнтів вона Гарненька перлина, і саме через таку зустріч Лазірен проникає у її тіло, коли вона досягає піку статевого акту. Незважаючи на свій спосіб життя, вона чиста. За примхою долі вона сідає на корабель до Елії Капітоліни (нині Єрусалим) зі своїм найкращим другом Юдою, гомосексуалом, та побратимкою рабинею-повією. У Греції Таїс важко захворіла. Лазірен підштовхує та спонукає її продовжувати подорож, щоб вона могла піти до церкви та знайти допомогу. На підлозі церкви у Таїс стався викидень, вона втратила дитину, по-дитячому невинну й Лазірен разом з нею. Однак під час паломництва Таїс до пустелі Ізраїлю та місячного посту Лазірен повертається до свого тіла і розмовляє з Таїс про походження істоти Водяної Богині.
«Вона темношкіра, ця краса і рум'яність, як мідь. В ній немає солі гіркоти» (с. 265).
«Це наше життя ... ми будемо працювати, поки Таузіріс не вирішить нас звільнити» (с. 277).
«Я впевнений, що ми продовжуємо рухатися. Щось не так з цією Таїс ... я спонукаю її продовжувати ходити» (с. 299) (Лазірен звертається до Таїс).

## Герої другого плану
Тіпінгі — рабиня на плантації Сан-Домінгу, що належить лорду Сіменону. Дружина Патріса, матері Марі-Клер і коханки Мер. Вона емоційно та фізично прив’язана до Мер, якій вона також допомагає при народженні немовлят та зціленні хворих на плантації. Вибираючи між свободою, яку її чоловік Патріс може забезпечити шляхом марронажу, і поневоленням, у якому вона повинна залишитися з Мер, вона обирає свою сестру, кохану та поневолену.

«Рот Тіппінгі завжди тікав разом з нею. Шрами, що збивали її на спині, глибоко йшли від нього» (с. 26).

«Тіппінгі підкрутила бунтарські пальці ніг, але музика просто танцювала уздовж її хребта, благаючи його рухатися і вчасно» (с. 76)
Жоржин — Молода рабиня, яка завагітніла від білого тесляра через декілька місяців після повноліття. Саме через мертвонароджену дитину вони, Мер та Тіпінгі оплакують та заклинають Богиню Джінен. Згодом вона знову завагітніла і народила здорового хлопчика.

«Добра, сильна дівчина, Жоржин. Я не думала, що вона буде. І мовчить теж, як доросла жінка ... Хоча вона просто повія» (с. 26). (Думки Мер про Джорджін під час народження її дитини.)

«Я обхопив рукою маленьке худе тіло цієї дівчини третину моїх тридцяти дев’яти років ...» (Мер втішає Джорджін, с. 36).
Макандал — Раб на плантації Сан-Домінго. Лідер повстання рабів, який відмовляється їсти сіль, надаючи собі сили богів, перетворюючи його тіло у тварин. У нього хитра рука, і кожна тварина, в яку він перетворюється, розділяє цю здатність. Його спалюють на вогнищі за підпал будинку сеньйора Сименона.

"Існує інша сила; цей Огу. Не фрактальне відображення мене, а щось інше. Нове. Чоловік" (с. 322). (Ласірен про дух, який домінує над Макандалом.)
Патріс — Раб на плантації Сан-Домінго. Чоловік Тіпінгі та батько Марі-Клер. Втік з плантації за рік до Різдва, але повернувся рівно через рік, щоб підтримати Макандала та його повстання. Під час свого маронажу або втечі став вільним і створив власну сім’ю поза межами плантації, до якої пізніше повертається.

«Ще декілька днів, і ви розумієте, що ходите по-іншому. Ваша спина випрямлена. Ви відчуваєте себе високими, високими. Ви втомилися, коли вночі лягаєте спати, як тут, на плантації, але засинаєте з думкою , що твоя праця принесе тобі. Не тобі, господине. Для тебе. Ось як це» (с. 372). (Його опис життя в кущі, подалі від плантації і вільного від поневолення.)
Ті-Бу — дитина-раб на плантації Сан-Домінго. Дізнається у Мер способи зцілення і підсумку стане цілителем плантації, коли Мер перейде на інший маєток.

«Бідний малюк. Ніколи не отримував достантньо їжі їсти, не та їжа, яка зробила б його міцним ... Солодка дитина» (с. 136).
Шарль Бодлер — коханець Жанни Дюваль. Він захоплений її темною шкірою і часто виправляє її погану граматику. Він підтримує її протягом десятиліття грошима, житлом та одягом. Втрачає контроль над своєю спадщиною на користь фінансового менеджера і повинен звести кінці з кінцями для себе та своєї коханки. Він намагається покінчити життя самогубством у ресторані, залишаючи у заповіті все своє майно Жанні, але його рятують. Навіть після паралічу і невірних дій Жанни він все ще наглядає та піклується про неї. Зрештою, помирає у будинку своєї матері.

«Мати спогадів, володарка коханок,

О ти, моя насолода, ти, все моє бажання,

Ти будеш згадувати красу пестощів,

Чарівність вечорів біля лагідного вогню,

Мати спогадів, володарка коханок!»

—З «Балкону» Шарля Бодлера (с. 338)
Лізетт — ескортниця та повія. Коханка Жанни. Вона і Жанна мріють вийти заміж за забезпечених, заможних чоловіків, і в підсумку вони обидві досягають своєї мети.

«Так, я припускаю, що це так. Це те, про що ми мріяли, ми з тобою. Прекрасні люди та прекрасні статки» (с. 362). (Погляди Лізетт і Жанни на успіх і щастя.)
Жоель — зведений брат Жанни, хоча їх стосунки викликають сумніви через сексуальні схильності. Повертається за нею під час паралічу й піклується про неї. Однак незабаром він занурюється у борги через свої азартні звички і просить у сестри гроші від Бодлера. Під час одного з перебувань у санаторії забирає всі її меблі та намагається продати її без відома сестри. Потім його друг Мустік відправляє до в'язниці. Відсидівши, він відправляє на свою власну плантацію в Карибському морі того самого друга.

«Він нічого не сказав, але вибіг у стіну, коли вийшов. Великі руки, у Джоеля були. Важкі руки. Він грюкнув дверима» (с. 258).
Мустік — шеф-кухар та власник ресторану. Друг Джоеля. Він садить Джоеля у в'язницю, коли дізнається про його протиправні дії. Потім повертається до квартири Жанни, щоб доглядати за нею та розповідати їй про її брата. Він і Жанна закохуються та живуть разом.

«Ну, чарівник з гладкими язиками! Я виявилася усміхненою та схилила голову до нього, ніби я велика леді» (с. 252). (Слова Жанни про Мустік, коли вона вперше зустріла його.)

Джуда — друг Таїс, який працює повією у таверні Таусіріса. Супроводжує Таїс під час поїздки в Елію Капітоліну та залишається поруч, коли вона місяцями блукає по пустелі.

«Він віддав свою любов безкоштовно, оскільки він заробляв свої гроші іншими способами. Він сказав, що всі моряки прекрасні, навіть ті, у яких є шрами або пошкоджені кінцівки» (с. 286).
Антоніу — постійний покровитель Таїс. Він підкидає ідею вирушити в Елію Капітоліну, але після прибуття кидає її, коли вони прибувають до місця призначення, шукаючи іншого борделю.

«Він був хорошою людиною, Антоніу. Коли я прибирався, я чув у барі його глибокий, сердечний голос. Завжди розповідав історії зі своїх подорожей» (с. 269).
Священик Зосим — священик, який знаходить Таїс та Джуду в пустелі. Він вважає, що Таїс — це пророк або свята, яка говорить слово Марії.

«Він дивився на мене так, ніби я прокажений». «Ти не можеш увійти в дім нашого Господа, — прошепотів він, — тому що ти розпустиш своє тіло з [іншими] людьми» (с. 384).

## Основні офіційні стратегії

### Символи
Вода — середовище, де проживає Лазірен. У всьому романі вода асоціюється із затишком. Мер та інші раби на плантації часто йдуть до річки, щоб спокійно і тихо, помитися та порибалити. Вона також може представляти собою особисте очищення. Коли Таїс готуються до приходу клієнтів, вона вмивається водою і робить те ж саме, коли звершує спілкування з ними. Роман закінчується тим, що Таїс бажає опинитися у воді; «Ми можемо вмитися в Йордані. Це буде досить приємно» (с. 389).

«Приглушені звуки та волога крапля чомусь заспокоїли мене. Бути б біля води так завжди» (с. 151).

«Краще моліться Азірі, мати біля себе воду; людина не може змусити вашу роботу текти так гладко, немовби річка» (Тіпгі Джорджін під час пологів Джорджини, с. 26).
Сіль — об’єднуючий для жінок елемент у романі. Усі вони проливають солоні сльози і відчувають смак/запах гіркоти солоного поту під час статевих контактів. Ці сильно засолені моменти викликають Ласірен, і саме так вона подорожує від жінки до жінки.

«Я відкриваю рот, щоб спробувати заспівати тризвучний спів, який я можу почути, і сльози, яких я не знала до цього, називалися сльозами, котяться по перекривленому хрестоподібному кросі по тілі, що на моєму обличчі та повз моїх ... губ? щоб капнути солі на язик. При зв’язуючому смаку солі я знову починаю падати» (Ласірен починає подорожувати нею солі, яку вона відчуває, с. 46).

«Соляні сльози потекли з моїх очей, я їх відчувала» (Мер, с. 64).

«З пов'язуючим смаком солі я знову починаю падати» (Ласірен, с. 46).

«Джорджін дозволила солоній воді вільно стікати з її очей» (с. 33). «Я викрутилася біля неї і тримала її, допоки вона знову не заспокоїлася. Я облизувала губи, смоктавши сіль» (Жанна, с. 16). «Я народилася у солонуватій воді, солоній, як сльози. Жанна часто плаче. У нас є спільна сіль» (Ласірен про Жанну, с. 157).
Для народу Гінен сіль — це спосіб смиритися перед богами.

«Якщо ви їсте тільки несолону їжу, свіжу їжу, ми вважаємо, що ви робите Ласірен роздратованим, адже сіль-це морські істоти, і добре для Гінен їсти, але свіже-свіже-це м'ясо Ласірена, і якщо ви їсте це, це гордість» (с. 68).

«Я змирилася і з’їла сіль» (Мер, с. 100).

### Стиль
Гопкінсон використовує простий, але драматичний стиль за допомогою фрагментованих, жирних шрифтів та пропозицій від першої особи. Використовуючи скоромовки, вона залучає читача до своїх складних героїв. Її речення детальні та надзвичайно примітивні, особливо коли це стосується сексуальних задоволень, залишаючи мало місця для будь-якого неправильного тлумачення. «Тепло ліків поширилося по всьому моєму тілу, принісши блаженну легкість моєму животу від спазмів» (с. 19).

«Диявольські очі Сименона блищали, немов небо» (с. 84).

«Ти хочеш залізти на мене, обняти мою талію, всунути свою креморну [мені] в рот?» (с. 74).

#### Гумор
«... коричневий, як багатий річковий бруд ...» (с. 44)

«Моє серце тремтіло, ніби щось перелякане прилетіло туди і намагалося вибратися» (с. 48).

«Хрюкаючи, як велика ледача свиня ...» (с. 49)

«... молоді груди тверді й округлі, як апельсини ...» (с. 95)

#### Метафори
«Я знову опускаюся до клітини мозку Жанни» (с. 124).

«І вона знає, яке скандальне чорне перо вона робить у шапці цієї богеми ...» (с. 156).

«З цією січкою сокири річка, могутня річка, що котиться, одна з історій про Гінен, з повним нахилом врізається у греблю» (с. 331).

«Після гір ще більше гір. Ти ще не там, Джорджін. Незабаром вам знову доведеться натискати на тітку Мер» (с. 25).
Використовуючи як порівняння, так і метафори, Гопкінсон надає тексту багатства, яке повторює його сміливий текст та яскраві зображення. Вона також використовує природу, як і в порівнянні, «коричневу, як багатий річковий бруд», щоб звернутись до почуттів й повернутися до природнішого та внутрішнього уявлення про кожне викладене твердження. Повертаючись до таких почуттів, Гопкінсон дозволяє читачам підключитися до її етнічно вкорінених героїв і прив'язати зображення апельсинів, бруду та річок, всі дуже добре знайомі їм, до ідей, представлених у романі, таких як колір шкіри, зовнішній вигляд та ідентичність.

#### Багатоперспективність
Використання Гопкінсон багатьох різних точок зору використовується для ілюстрації різноманітних поглядів кожного з героїв у відповідних ситуаціях. Переходячи від Мер до Жанни та Таїс, автор надає кожному з героїв можливість висловлювати свою думку, переконання і, що найголовніше, їх боротьбу. Тільки кожним своїм поглядом читачі можуть по-справжньому відчути й спостерігати за її зупинками. На відміну від третьої особи, безособової точки зору, розповідь від першої особи може дати набагато більше і збагатити текст, дозволивши передати думки та пристрасть від героя до читача.

## Крилаті фрази з «Солоних доріг»
«Лягайте з собакою, вставайте з блохами» (с. 2).

«Люди бачать лише те, що бачать» (с. 24).

«Гроші, здається, також є своєрідною їжею, і жінка бажає її часто» (с. 57).

«Іноді кажуть, що божевільні дурні були позначені Богом» (с. 86).

«Бажання знову робить усіх нас немовлятами» (с. 180).

«Не питайте свого майбутнього, інакше ви забудете жити своїм сьогоденням» (с. 184).

«Іноді мачете ковзає у вашій руці і розрізає вас. Тоді винне не мачете, а ваша необережність» (с. 201).

«Кожен акт любові, зцілення завдає удару по злу, з яким ми боремося» (с. 306).

«Є час боротися, запеклий, як загнаний у кут собака, за вашу свободу ... Це потворно в цьому світі, і коли почнеться вбивство, одна і та ж палиця поб'є чорного і білого собаку» (с. 376).

## Літературне значення та відгуки
«Книга дива, мужності та магії ... надихаюча бравурна вистава одного з наших найважливіших письменників» -Джуно Діас, автор книги «Давка».

«Соляні дороги — це історія, яку ми всі повинні знати». — Ніккі Джовані, автор книги «Стьобання чорноокого гороху»

«Голос розповіді Гопкінсона переконливий та унікальний». — Лаліта Тадемі, автор книги «Кейн Рівер».

«Різноманітний ансамбль могутніх і незабутніх жінок ... Казка співає з захопленням і достовірністю. Велике досягнення». — Герб Бойд, редактор, The Harlem Reader.

## Натяки на актуальну історію, географію та сучасну науку
Ця книга — твір історичної літератури. Для того, щоб дати відчуття часу, були включені деякі імена чи реальні особи та місця.

### Літературні натяки
Уривки з поеми «Балкон» передруковані з The Poems and Prose Poems of Charles Baudelaire під ред. Джеймс Гунекера. Нью Йорк: Bretanos, 1919.

Уривки з листів Шарля Бодлера до Аполлонії Сабатьє, адаптовані з Листів Бодлера в перекладі Артура Саймонса. Нью-Йорк: Альберт і Чарльз Боні, 1927.

Переклад «Le Serpent qui danse», «Змія, яка танцює», Патрік Барнард, 2003, Канада.

### Натяки на історію та релігію
Жінки Карибського регіону

Свята Марія Єгипетська

Боги та богині Генен

Повстання Макандала

Жанна Дюваль

### Натяки на авторів та поетів
Жуль Верн

Шарль Бодлер

### Натяки на сучасну науку
Оволодіння духом

Подорож у часі

## Нагороди та номінації
- Виграв премію «Гайлактичний спектр» на Галаксиконі 2005 року.
- Фіналіст премії Неб'юла 2004 року.

## Історія видань
- 2003, Canada, Warner Books, ISBN 0-446-53302-5, тверда обкладинка